# Selina Grotian
Selina Grotian (25 marzo 2004) è una biatleta tedesca.

## Biografia
Attiva dalla stagione 2020-2021, la Grotian ha vinto la medaglia d'oro nella sprint, nell'inseguimento, nella staffetta e nella staffetta mista ai Mondiali juniores di Šchuchinsk 2023; in Coppa del Mondo ha esordito il 18 marzo 2023 a Oslo Holmenkollen in sprint (44ª) e ha ottenuto il primo podio il 29 novembre dello stesso anno a Östersund in staffetta (3ª). Ai Mondiali di Nové Město na Moravě 2024, sua prima presenza iridata, ha conquistato la medaglia di bronzo nella staffetta e si è classificata 4ª nell'individuale e 30ª nella partenza in linea; il 15 dicembre dello stesso anno ha ottenuto a Hochfilzen in staffetta la prima vittoria in Coppa del Mondo e ai successivi Mondiali di Lenzerheide 2025 ha vinto la medaglia di bronzo nella staffetta mista e si è piazzata 24ª nella sprint, 10ª nell'inseguimento, 46ª nell'individuale, 27ª nella partenza in linea e 5ª nella staffetta. Non ha preso parte a rassegne olimpiche.

## Palmarès

### Mondiali
- 2 medaglie:
  - 2 bronzi (staffetta a Nové Město na Moravě 2024; staffetta mista a Lenzerheide 2025)

### Mondiali juniores
- 4 medaglie:
  - 4 ori (sprint, inseguimento, staffetta, staffetta mista a Šchuchinsk 2023)

### Coppa del Mondo
- Miglior piazzamento in classifica generale: 29ª nel 2024
- 8 podi (2 individuali, 6 a squadre):
  - 3 vittorie (1 individuale, 2 a squadre)
  - 2 secondi posti (1 individuale, 1 a squadre)
  - 3 terzi posti (a squadre)

#### Coppa del Mondo - vittorie
| Data             | Località                | Paese    | Specialità                                                    |
| ---------------- | ----------------------- | -------- | ------------------------------------------------------------- |
| 15 dicembre 2024 | Hochfilzen              | Austria  | RL (con Vanessa Voigt, Julia Tannheimer e Franziska Preuß)    |
| 22 dicembre 2024 | Annecy Le Grand-Bornand | Francia  | MS                                                            |
| 18 gennaio 2025  | Ruhpolding              | Germania | RL (con Stefanie Scherer, Sophia Schneider e Franziska Preuß) |

Legenda:

MS = partenza in linea

RL = staffetta